# 친구야 친구 (현이와 덕이의 음반)
《친구야 친구》는 현이와 덕이의 데뷔 음반이자 옴니버스 형식의 컴필레이션 음반이다. 이 음반은 현이와 덕이의 신곡 3곡에 박경희, 박우철, 쿨씨스터즈, 고혜숙, 박일남, 송대관, 나훈아의 기존 발표곡 8곡이 더해져 옴니버스 형식으로 발매되었다. 따라서 이 음반은 Various Artist가 아닌 현이와 덕이의 음반으로 보아야 할 것이다. 중학교 3학년이 된 장덕은 1976년 4월 오아시스레코드에서 기성 작곡가 김기웅이 작사 작곡한 <친구야 친구야>, 정소녀, 최병결의 히트곡을 리메이크한 <사랑한다고 말해주오> 등 3곡을 수록한 데뷔 음반을 발표했다. 하지만 인정받은 싱어송라이터임에도 불구하고 이 앨범에서는 장덕의 창작곡이 아닌 기성 작곡가의 곡만 취입했다는 아쉬움이 남아 있다.

## 곡 목록
- 다음 곡 목록은 LP 기준이다.

Side one
1. "친구야 친구 (현이와 덕이)" (미상) - 01:52
2. "사랑한다고 말해주오 (현이와 덕이)" (지명길 작사 / 김기웅 작곡) - 03:05
3. "둥글둥글한 세상 (현이와 덕이)" (김기웅 작사 / 김기웅 작곡) - 02:37
4. "저꽃속에 찬란한 빛이 (박경희)" (전우 작사 / 김기웅 작곡)
5. "천리먼길 (박우철)" (전우 작사 / 박현우 작곡)
6. "왜 그랬을까 (쿨씨스터즈)" (박건호 작사 / 김학송 작곡)

Side two
1. "어머니의 고향 (고혜숙)" (미상 작사 / 미상 작곡)
2. "사랑의 친구끼리 (고혜숙)" (미상 작사 / 미상 작곡)
3. "인생역 (박일남)" (월견초 작사 / 정종택 작곡)
4. "해뜰날 (송대관)" (송대관 작사 / 신대성 작곡)
5. "내 마음 나도 몰라 (나훈아)" (나훈아 작사 / 나훈아 작곡)